# 히라바야시 다이코

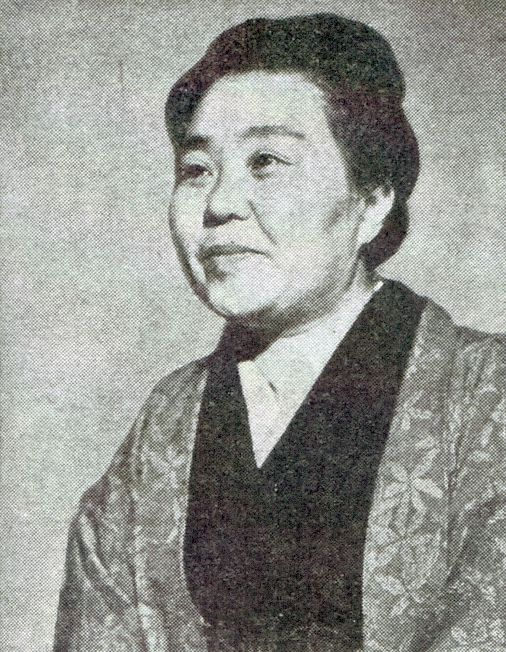

히라바야시 다이코(일본어: 平林 たい子, 1905년 10월 3일 - 1972년 2월 17일)는 일본의 소설가다.
여러 직장을 전전하고 중국대륙과 조선에서의 방랑 등을 거쳐, 그 체험으로부터 프로문학 작가로 데뷔하였다. 정파적으로는 노농파에 속했다.
전후 반공주의자로 전향하였다. 사후 일본예술원상, 은사상을 수상하고 히라바야시 다이코 문학상이 제정되었다.